# José Ignacio Saénz Marín
José Ignacio Saénz Marín conosciuto come José Ignacio (Logroño, 28 settembre 1973) è un ex calciatore spagnolo.

## Palmarès

### Club
- Coppa di Spagna: 1

Real Zaragoza: 2000-2001